# Associazione Calcio Juvenes/Dogana 2010-2011
Questa voce raccoglie le informazioni riguardanti l'Associazione Calcio Juvenes/Dogana nelle competizioni ufficiali della stagione 2010-2011. 

## Rosa
| N. |                       | Ruolo | Calciatore        |
| -- | --------------------- | ----- | ----------------- |
|    | San Marino (bandiera) | P     | Eros Gobbi        |
|    | San Marino (bandiera) | P     | Fabio Macaluso    |
|    | Italia (bandiera)     | D     | Francesco Baldini |
|    | San Marino (bandiera) | D     | Simone Bacciocchi |
|    | San Marino (bandiera) | D     | Andrea Casadei    |
|    | San Marino (bandiera) | D     | Roberto Selva     |
|    | Italia (bandiera)     | D     | Thomas Cavalli    |
|    | Italia (bandiera)     | D     | Mauro Dominici    |
|    | San Marino (bandiera) | D     | Nicola Zafferani  |
|    | San Marino (bandiera) | C     | Marco Mularoni    |

| N. |                       | Ruolo | Calciatore               |
| -- | --------------------- | ----- | ------------------------ |
|    | Italia (bandiera)     | C     | Pier Paolo Caminati      |
|    | San Marino (bandiera) | C     | Claudio Zonzini          |
|    | Italia (bandiera)     | C     | Daniel Musat             |
|    | San Marino (bandiera) | C     | Michele Cervellini       |
|    | San Marino (bandiera) | C     | Alberto Colombini        |
|    | San Marino (bandiera) | C     | Eugenio Colombini        |
|    | Italia (bandiera)     | C     | Francesco Ceci           |
|    | Italia (bandiera)     | C     | Riccardo Santini         |
|    | San Marino (bandiera) | A     | Marco Fantini (capitano) |
|    | San Marino (bandiera) | C     | Andrea Zafferani         |